# Catherine Hamlin
Catherine Hamlin (Sydney, 24 januari 1924 - Addis Abeba, 18 maart 2020) was een vooraanstaand en meermaals onderscheiden Australische verloskundige en gynaecoloog. Samen met haar Nieuw-Zeelandse echtgenoot Reginald Hamlin was ze mede-oprichter van het Addis Ababa Fistula Hospital in Ethiopië, 's werelds enige medische centrum dat gratis verloskundige operaties biedt aan vrouwen die lijden aan obstetrische fistels. 
Hamlin werd geboren in Sydney, New South Wales. Haar meisjesnaam was Elinor Catherine Nicholson. Ze studeerde aan de Medical School van de Universiteit van Sydney. Na haar studie ging ze werken bij het Crown Street Women's Hospital in Sydney, waar ze haar man Reginald Hamlin leerde kennen. Het echtpaar vertrok in 1959 naar Ethiopië om een vrouwenkliniek en een opleiding voor verloskundigen op te richten. Nadat ze veelvuldig geconfronteerd werden met vrouwen die leden aan obstetrische fistels, besloten ze een gespecialiseerde kliniek op te richten.
In 1974 opende het Addis Ababa Fistula Hospital de deuren. In de decennia die volgden werden vele tienduizenden vrouwen in Ethiopië geholpen in de kliniek. De behandeling is voor de vrouwen gratis en wordt gefinancierd met donaties. Na het overlijden van haar man, in 1993, besloot Hamlin in Ethiopië te blijven, waar ze nog een aantal kleinere, regionale ziekenhuizen oprichtte.
In 2001 publiceerde ze een boek over haar werk in Ethiopië: The Hospital by the River: A Story of Hope. Het boek werd een bestseller.
Voor haar inzet voor de gezondheidszorg ontving Hamlin hoge onderscheidingen in onder meer Ethiopië, Australië, Engeland en de Verenigde Staten. In een artikel in The New York Times werd ze ‘de moeder Teresa van de 21ste eeuw’ genoemd.
Op 18 maart 2020 overleed Hamlin op 96-jarige leeftijd in Addis Abeba.